# Palanderisen
De Palanderisen is een vergletsjerd gebied op het eiland Nordaustlandet, dat deel uitmaakt van de Noorse eilandengroep Spitsbergen.
De gletsjer is vernoemd naar baron Adolf Arnold Louis Palander von Vega (1842-1920) en was een Zweedse admiraal en arctisch ontdekkingsreiziger.

## Geografie
De gletsjer ligt in het noordoosten van Gustav Adolfland. Ze is oost-west georiënteerd met een lengte van ongeveer 35 kilometer. De gletsjer is een uitbreiding in het zuidwestelijke deel van de ijskap Austfonna, ten westen van de Sørdomen. 
Ten noorden van de gletsjer ligt de gletsjer Etonbreen en in het zuiden het dal Ericadalen met de gletsjer Ericabreen. Ten westen liggen de baai Palanderbukta en het fjord Wahlenbergfjorden. In dit fjord komen de gletsjers Eindridebreen, Vikingbreen, Hårbardbreen en Ludolf Schjelderupbreen uit, die gevoed worden door de Palanderisen.